# Кощеев, Иван Алексеевич
Ива́н Алексе́евич Коще́ев (1 июня 1908, Перевоз, Вятская губерния — 1988, Перевоз, Кировская область) — советский хозяйственный, государственный и политический деятель, Герой Социалистического Труда. Председатель колхоза «Ударник» Нолинского района.

## Биография
Родился в 1908 году в деревне Перевоз (ныне — в Нолинском районе Кировской области). Член КПСС с 1944 года.
С 1926 года — на хозяйственной, общественной и политической работе. В 1926—1976 гг. — сапожник, бригадир, заведующий сельскохозяйственной секцией промыслового кооперативного хозяйства в деревне Перевоз, участник Великой Отечественной войны, председатель колхоза «Ударник» Нолинского района Кировской области.
Указом Президиума Верховного Совета СССР от 22 марта 1966 года присвоено звание Героя Социалистического Труда с вручением ордена Ленина и золотой медали «Серп и Молот» — за высокие достижения в развитии колхоза, увеличении производства и заготовок мяса, молока, яиц, шерсти и другой продукции.
Избирался депутатом (от Кировской области) Совета Союза Верховного Совета СССР 4-го (1954—1958) и 5-го (1958—1962) созывов, членом обкома и райкома КПСС; был участником 3-го Всесоюзного съезда колхозников.
Умер в деревне Перевоз в 1988 году.

## Награды
- медаль «За отвагу» (11.6.1945)[4]
- Герой Социалистического Труда (орден Ленина и медаль «Серп и Молот»; 22.3.1966)
- орден Отечественной войны I степени (6.11.1985)[5]